# Elda Xix Euán
Elda María Xix Euán (Chetumal, Quintana Roo, 22 de diciembre de 1966) es una política mexicana, miembro del partido Movimiento Regeneración Nacional  (Morena). Ha sido diputada federal en 2024 y es secretaria de Educación del gobierno de Quintana Roo.

## Biografía
Es licenciada en Docencia Tecnológica por el Centro de Actualización del Magisterio de Chetumal, maestra en Educación por la Universidad Interamericana para el Desarrollo y en Ciencias de la Educación por la Universidad de Santander De 1998 a 2005 fue docente en la Preparatoria «Eva Sámano de López Mateos».
En 1984 fue secretaría de la Dirección General en el Instituto Nacional de Investigaciones Forestales, Agrícolas y Pecuarias, de 1991 a 1998 fue responsable de la evaluación educativa de la Dirección General de la Universidad de Quintana Roo (UQROO). De 2005 a 2008 fue secretaria general de la sección del Sindicato Nacional de Trabajadores de la Educación (SNTE), de 2008 a 2012 gestora de la Secretaría de Vinculación Estatal del SNTE, de 2012 a 2016 consejera nacional y secretaria de Finanzas, y de 2016 a 2017 secretaria de Créditos del comité seccional de la misma organización sindical.
Es miembro de Morena desde 2015 y en 2018 participó en la estructura de la campaña presidencial de Andrés Manuel López Obrador. En las elecciones estatales de 2022 fue candidata de la coalición Sigamos Haciendo Historia a diputada por el Distrito 14 local, siendo elegida con el 49.49% de los votos, frente al 18.74% de Erika Lizbet Cornelio Ramos candidata de Movimiento Ciudadano. Ejerció el cargo en la XVII Legislatura del Congreso del Estado de Quintana Roo de 2022 a 2024 y en las que fue presidenta de la comisión de Seguridad Ciudadana, Protección Civil y Bomberos; secretaria de la comisión de Trabajo y Previsión Social; y, vocal de las comisiones de Puntos Constitucionales; de Desarrollo Indígena; y, de Cultura.
En las elecciones federales de 2024 es postulada candidata de la coalición Sigamos Haciendo Historia a diputada federal por el Distrito 2 de Quintana Roo. Resultó elegida con el 65.24% de lo votos, contra el 16.85% de Layla Lorena Flores Terrazas de Movimiento Ciudadano y el 13.77% de Cora Amalia Castilla candidata de la coalición Fuerza y Corazón por México; siendo elegida a la LXVI Legislatura de 2024 a 2027. Solicitó y recibió licencia al cargo el 1 de noviembre del mismo 2024 para asumir el cargo de secretaria de Educación en el gabinete de la gobernadora Mara Lezama Espinosa.